# Prvenstvo grada Splita 1946.
Prvo poslijeratno prvenstvo grada Splita u nogometu započelo je 10. veljače 1946. Sudjelovale su samo dvije momčadi: Hajduk i Split. Tim Jugoslavenske mornarice je bio planiran kao treća momčad, ali se odustalo od te ideje uoči prve utakmice kvalifikacija. 

## Prvenstvo grada Splita
Finale:
10.02.1946.

Hajduk (Split) – Split 2:0 (0:0)
17.02.1946 

Hajduk (Split) – Split 6:1 (2:0)
- Hajduk stječe službeni naslov nogometnog prvaka grada Splita za 1946. godinu i ide izravno u Hrvatsku ligu.

- Split ide u dodatne kvalifikacije po Dalmaciji i sastaje se s pobjednicima prvenstava okruga Zadra, Šibenika, Biokova, Neretve i Dubrovnika.

## Završnica kvalifikacijskih utakmica Dalmatinske oblasti
24.02.1946.

Narona (Metković) – Split 1:3 (1:1)

Zadar – Šibenik 1:0 (0:0)
10.03.1946.

Split – Narona (Metković) 6:2 (1:1)

Šibenik – Zadar 1:0 (0:0)

17.03.1946.

Split – Jedinstvo (Dubrovnik) 4:0 (1:0)

Šibenik – Zadar 1:1 (1:1), nastavak 2x15 min 1:1 (0:1), ždrijebom dalje ide Šibenik 

24.03.1946.

Jedinstvo (Dubrovnik) – Split 0:3 (0:1)

Šibenik – Naprijed (Vis) 11:2 (5:0)

Finale
7.04.1946.

Šibenik – Split 1:2 (1:0)
14.04.1946.

Split – Šibenik 4:0 (2:0)
- Split ulazi u Hrvatsku ligu.

## Prvenstvo Dalmatinske oblasti
Prvo prvenstvo Dalmatinske oblasti započelo je u kolovozu 1946. Igralo se po dvostrukom bod – sustavu.
Finale prvenstva Dalmacije:
Narona (Metković) – Zadar 2:3 i 4:3